# Подлесе (Лежайський повіт)
Подлесе (пол. Podlesie) — село в Польщі, у гміні Гродзисько-Дольне Лежайського повіту Підкарпатського воєводства.
Населення — 271 особа (2011).
У 1975-1998 роках село належало до .

## Демографія
Демографічна структура станом на 31 березня 2011 року:
|          | Загалом | Допрацездатний вік | Працездатний вік | Постпрацездатний вік |
| -------- | ------- | ------------------ | ---------------- | -------------------- |
| Чоловіки | 137     | 35                 | 84               | 18                   |
| Жінки    | 134     | 29                 | 70               | 35                   |
| Разом    | 271     | 64                 | 154              | 53                   |